# Poulton-le-Fylde
Poulton-le-Fylde es una villa del distrito de Wyre, en el condado de Lancashire (Inglaterra). Forma parte del área urbana de Blackpool.

## Geografía
Según la Oficina Nacional de Estadística británica, Poulton-le-Fylde tiene una superficie de 7,79 km².

## Demografía
Según el censo de 2001, Poulton-le-Fylde tenía 19 480 habitantes (46,71% varones, 53,29% mujeres) y una densidad de población de 2500,64 hab/km². El 17,86% eran menores de 16 años, el 71,64% tenían entre 16 y 74 y el 10,5% eran mayores de 74. La media de edad era de 43,36 años.
El 93,72% eran originarios de Inglaterra y el 3,72% de otras naciones constitutivas del Reino Unido, mientras que el 1,06% eran del resto de países europeos y el 1,5% de cualquier otro lugar. Según su grupo étnico, el 98,9% de los habitantes eran blancos, el 0,42% mestizos, el 0,36% asiáticos, el 0,06% negros, el 0,15% chinos y el 0,12% de cualquier otro. El cristianismo era profesado por el 83,4%, el budismo por el 0,15%, el hinduismo por el 0,15%, el judaísmo por el 0,21%, el islam por el 0,22%, el sijismo por el 0,04% y cualquier otra religión por el 0,15%. El 9,33% no eran religiosos y el 6,36% no marcaron ninguna opción en el censo.
Del total de habitantes con 16 o más años, el 20,9% estaban solteros, el 57,82% casados, el 2,15% separados, el 8,64% divorciados y el 10,49% viudos. Había 8573 hogares con residentes, de los cuales el 28,96% estaban habitados por una sola persona, el 8,54% por padres solteros con o sin hijos dependientes, el 38,56% por parejas casadas y el 6,66% sin casar, con o sin hijos dependientes en ambos casos, el 13,36% por jubilados y el 3,93% por otro tipo de composición. Además, había 219 hogares sin ocupar y 20 eran alojamientos vacacionales o segundas residencias.